# Ямочки Венери
Ямочки на попереку (лат. fossae lumbales laterales — «бічні поперекові ямки») або Вене́рині я́мочки — дві западини, виразні на попереку деяких людей. Розташовані симетрично над сідницями, трохи вище вершини міжсідничної щілини. «Ямочки Венери» — неофіційний, історично узвичаєний термін, вживаний медиками для поверхневої топографії крижово-клубових суглобів.
Ямочки зобов'язані своїм виникненням з крижово-клубовими суглобами — місцями зчленування крижів і клубових кісток таза. Їх утворює коротка зв'язка, що тягнеться між задньою верхньою клубовою остю і шкірою (в організмі людини існують інші аналогічні утворення — «Куперові зв'язки», які підтримують молочні залози). Вважають, що наявність ямок у людини зумовлена генетично.
Лінії, які з'єднують «ямочки Венери» з нижнім кінцем спинної борозни і вершиною міжсідничної щілини, утворюють ділянку на поверхні шкіри — так званий «ромб Міхаеліса» (названий на честь німецького акушера Г. А. Міхаеліса). З часів Стародавньої Греції скульптори і художники виділяли цю ділянку; цей ромб можна помітити на багатьох статуях і картинах.
Ямочки на попереку, особливо у жінок, деякими вважалися ознакою краси, завдяки чому отримали ім'я богині кохання Венери.